# Cartesianesimo
(Cartesio, La geometria, Libro III, Fine)

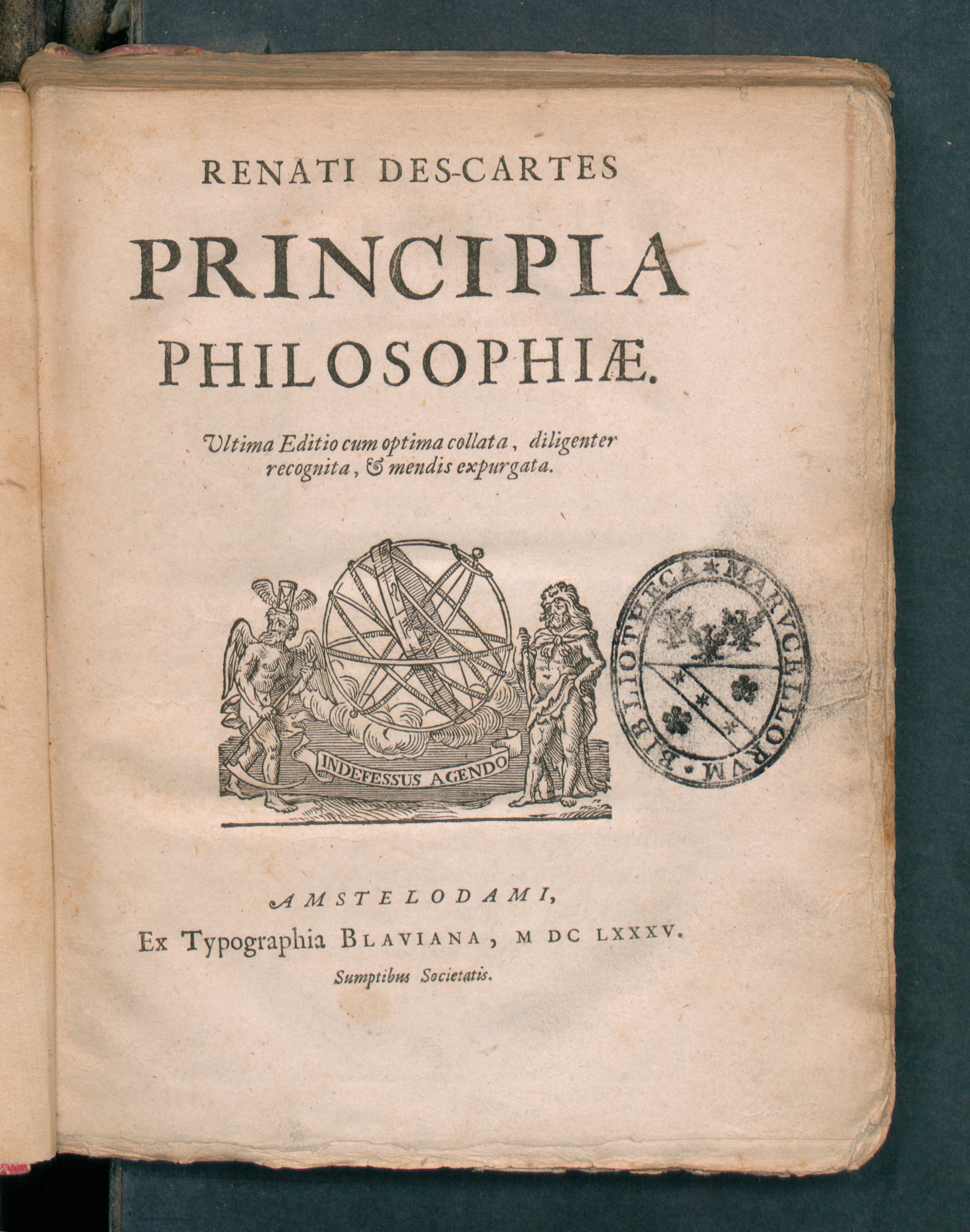
Principia philosophiae, 1685

Il cartesianesimo è un movimento filosofico-intellettuale che ha avuto origine dal pensiero del filosofo Cartesio (1596-1650). Il cartesianesimo ha raggiunto il suo apice tra il XVII e il XVIII secolo, anche se non mancano varianti anche nei secoli successivi.
I seguaci di questo movimento vengono chiamati "cartesiani".

## Caratteri generali

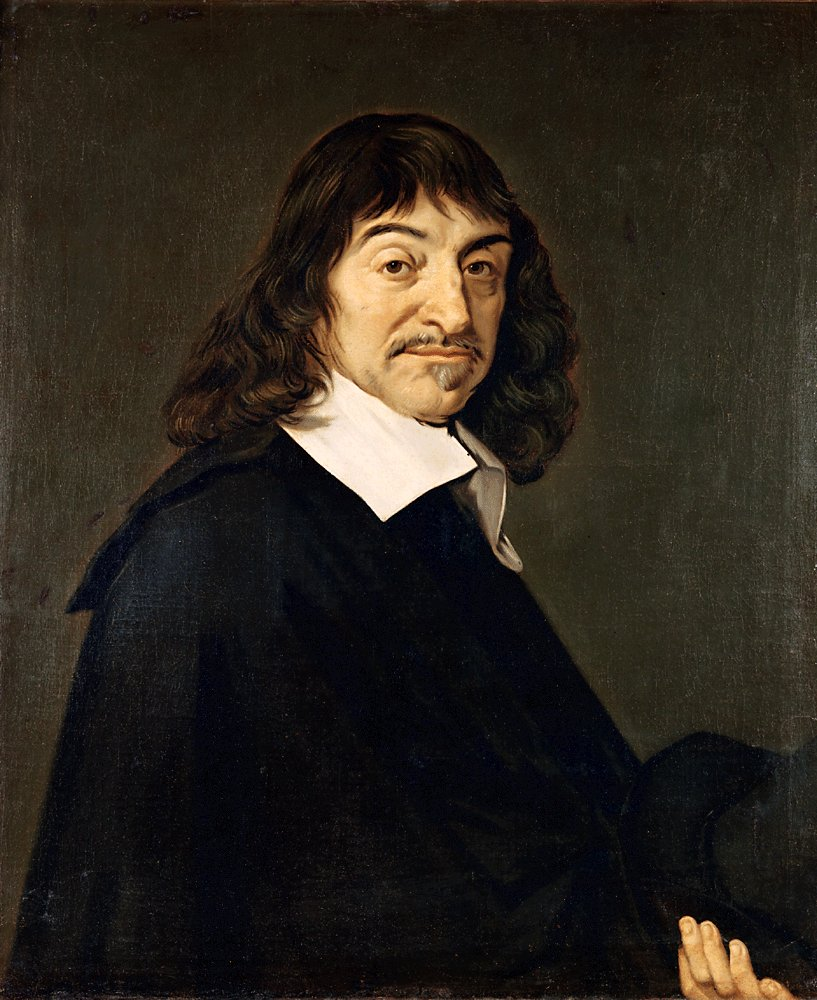
René Descartes in un ritratto di Frans Hals, 1649

Il cartesianesimo, da un punto di vista metafisico ed epistemologico, è considerato una sorta di razionalismo dato che i cartesiani ritengono che una conoscenza certa derivi dalla ragione attraverso le idee innate. Questo si oppone all'empirismo tradizionale, che ebbe origine con Aristotele, secondo il quale la conoscenza umana deriva dall'esperienza sensibile. Secondo Cartesio, invece, l'esperienza poteva fallire, riducendo la conoscenza ricavata in questo modo a una probabilità e non a una certezza.
Ciononostante i cartesiani svilupparono teorie scientifiche probabilistiche conseguite a una osservazione e a una sperimentazione, come facevano gli empiristi. 
Essi furono costretti ad accettare una conoscenza incerta, poiché credevano nell'onnipotenza di Dio e nella libertà della sua volontà; Dio, quindi, potrebbe, se lo desiderasse, trasformare una verità apparente in una falsità e una falsità apparente in una verità.
Gli esseri umani, dotati di un intelletto umano finito, sono certi solo di ciò che Dio rivela e del fatto che essi e Dio esistano.
I cartesiani adottarono una sorta di dualismo composto da due sostanze finite: mente e materia. L'essenza della mente è il pensiero autocosciente; l'essenza della materia è l'estensione in tre dimensioni. Dio è una terza sostanza, dotata di esistenza come essenza. Egli crea gli esseri umani unendo mente e corpo.
Per i cartesiani la conoscenza del mondo è indiretta. Essa dipende da alcuni movimenti del corpo che vengono comunicati dagli organi sensoriali al cervello (tramite i nervi), per produrre quindi idee sensibili, nonché sensazioni, nella mente.

## Diffusione geografica

### Olanda

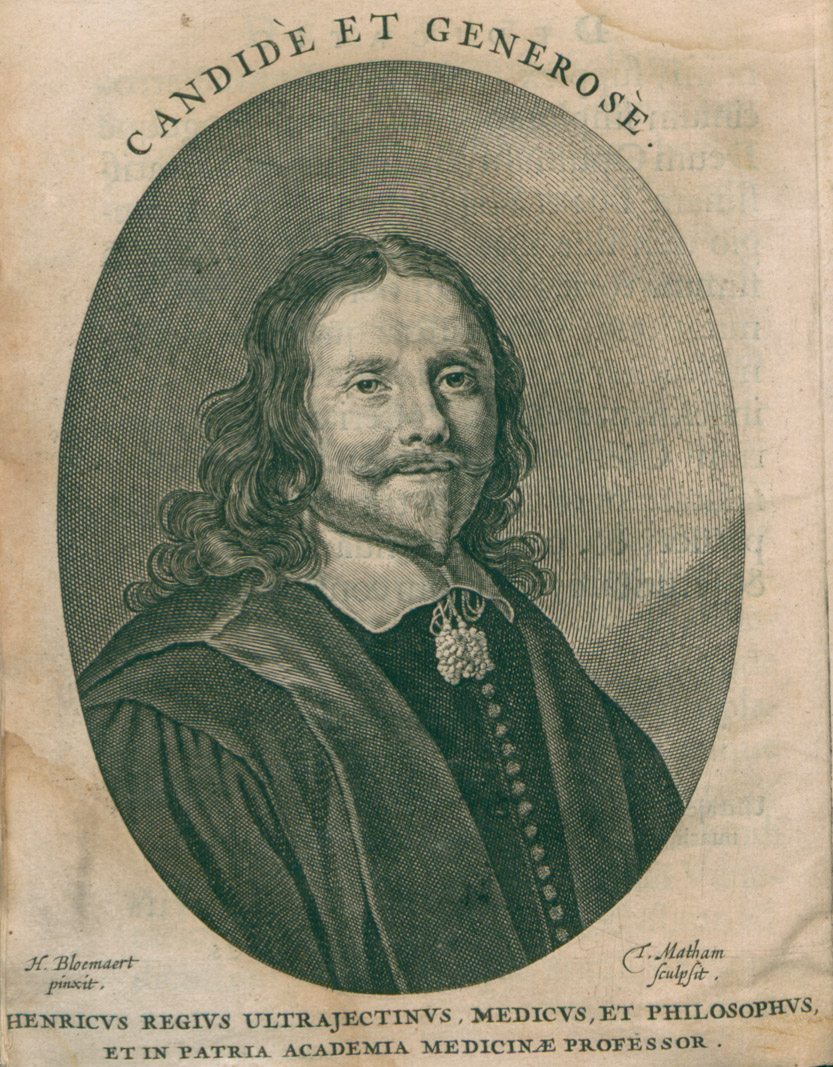
Henricus Regius ritratto nella sua opera Philosophia naturalis, 1661

La filosofia di Cartesio si diffuse dapprima in Olanda, dove Cartesio aveva abitato per gran parte della sua vita. Tra i primi a insegnare filosofia cartesiana in Olanda furono Henricus Reneri e Henricus Regius, entrambi insegnanti, il primo di filosofia e il secondo di medicina presso l'università di Utrecht. Regius probabilmente doveva la sua nomina di professore di medicina teorica in quell'università proprio grazie al suo essere un cartesiano. Negli anni a seguire si affermò come il principale sostenitore del cartesianesimo a Utrecht e fu protagonista dei primi contrasti che la filosofia cartesiana dovette affrontare dopo essere stata incolpata di ateismo da Gisberto Voezio.

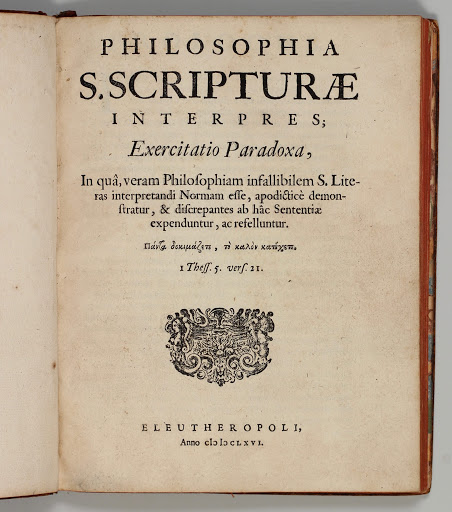
Opera scritta da Lodewijk Meyer nel 1666

Con la divulgazione del cartesianesimo in Olanda nacque una controversia molto famosa per quanto riguarda l'interpretazione delle Sacre Scritture. Nella sua opera Philosophia S. Scripturae interpres, pubblicata nel 1666, il cartesiano Lodewijk Meyer (amico stretto del filosofo Spinoza) sostenne che, nonostante la Sacra Scrittura fosse l'unico deposito in cui risiedevano le verità di Dio, era compito della ragione darne la giusta interpretazione, mettendo quindi in discussione tutto ciò che non poteva concordare con essa. In teologia questa manifestazione di estremo razionalismo diede vita ad aspre reazioni.

### Francia
Il cartesianesimo in Francia prese fin dall'inizio caratteri molto diversi dal cartesianesimo olandese, poiché si sviluppò al di fuori delle scuole e in netta contrapposizione rispetto a esse. Infatti esso si diffuse nei salotti, nei circoli scientifici e in ambienti religiosi non dominanti, ma di alto spessore, come gli oratoriani e i giansenisti. Quindi, mentre i docenti cartesiani olandesi producevano opere di commento e manuali in lingua latina, i cartesiani francesi si occupavano della stesura di saggi e trattati, principalmente in francese, rivolti a un pubblico che non era quello scolastico. 
Solamente negli anni successivi la filosofia cartesiana riuscì a imporsi nelle scuole e nelle università.
In Francia le questioni più importanti intorno alle quali si svolsero le battaglie decisive in favore o contro il cartesianesimo furono tre:
1. il problema dell'eucaristia;
2. il problema dell'anima delle bestie;
3. il problema dei rapporti fra sostanza pensante (anima) ed estesa (corpo).

#### Il problema dell'eucaristia

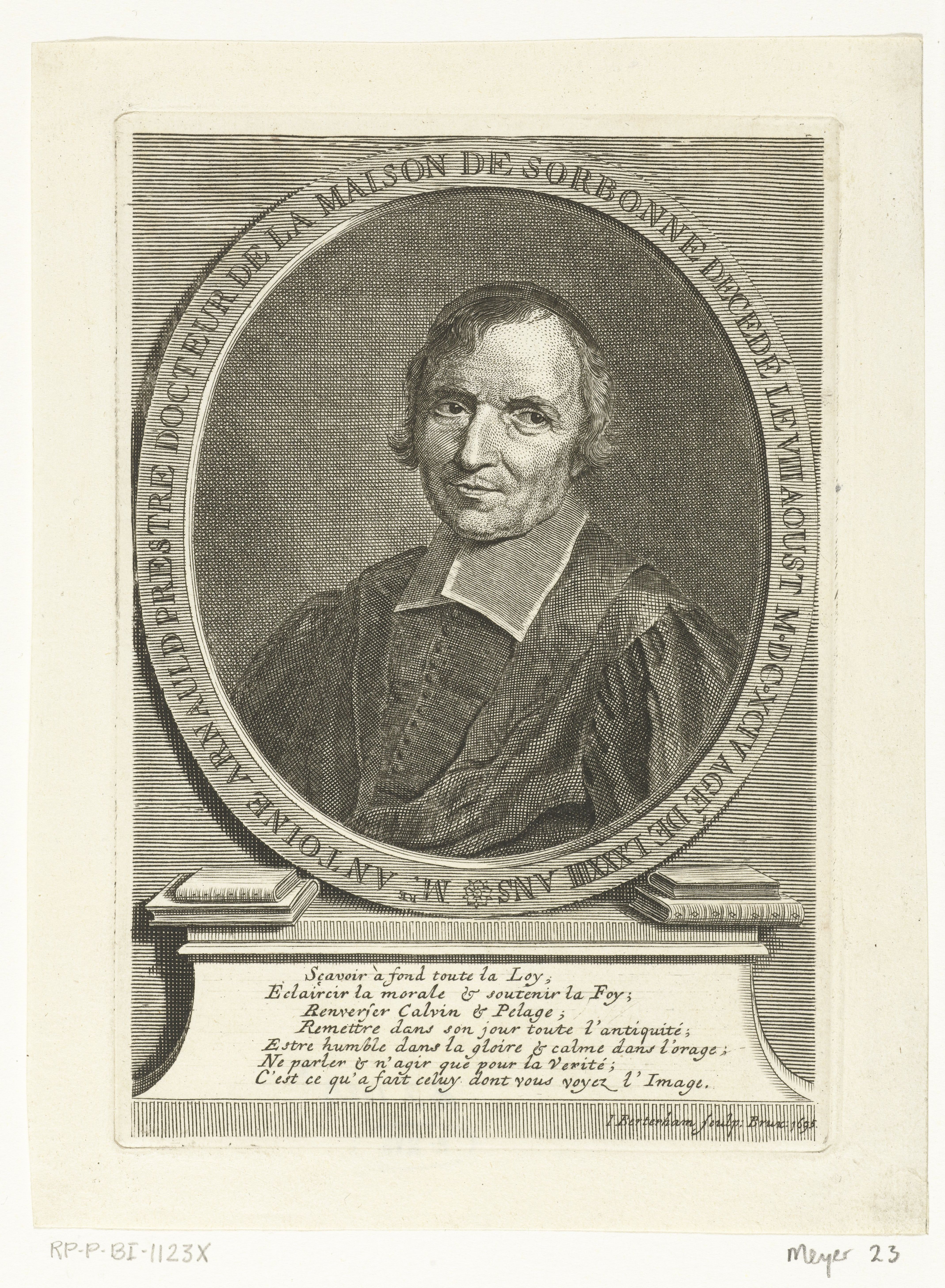
Antoine Arnauld

Il filosofo Antoine Arnauld aveva mosso nelle sue Obiezioni alle quarte Meditazioni una critica a Cartesio basata sull'idea che la dottrina cartesiana dell'estensione dei corpi appariva inconciliabile con il principio cattolico della transustanziazione. Da qui nacque la controversia sull'Eucaristia.
Secondo Cartesio, figura e estensione sono qualità primarie che pertengono ai corpi e l'eucaristia non possiede né la figura né l'estensione del Corpo di Cristo. Tuttavia, egli dichiarò di credere nella transustanziazione e che le qualità secondarie (colore, odore, sapore, pesantezza, ecc.) non appartengono ai corpi, ma sono semplici accidenti non reali delle specie eucaristiche, che vengono percepiti dai sensi. Dio sarebbe quindi l'autore di un inganno dei sensi teso ad occultare la vera sostanza del pane e del vino consacrati, che è la reale presenza di Cristo.
Alla critica di Arnauld, Cartesio fornì una replica ampia, ma oscura e non convincente. I tentativi di altri cartesiani non furono più fortunati. In conclusione, il problema, invece di essere risolto, fu dissolto portando a una netta distinzione fra ciò che è di competenza della fede e ciò che è di competenza della filosofia.
Dopo uno scambio epistolare con Claude Clerselier, su impulso di quest'ultimo, Cartesio redasse una nutrita serie di scritti sull'eucaristia. Secondo Desgabets, la spiegazione dell'eucaristia confidata da Cartesio a Mesland rifletteva pienamente la dottrina di san Giovanni Damasceno.

#### Il problema dell'anima delle bestie
La tesi degli animali-macchina era retta da Cartesio in base alla contrapposizione da lui eseguita fra res cogitans e res extensa, eliminando qualsiasi possibilità di termine medio fra spirito e corpo. Di conseguenza, o si assegnava agli animali un'entità spirituale del tutto paragonabile a quella dell'uomo o la si negava completamente.
Assegnare un'anima alle bestie era del tutto inaccettabile per un cristiano perché in tal modo si identificavano gli animali con gli uomini, facendo partecipi gli uni allo stesso destino sovrannaturale degli altri, oppure riducendo gli uomini alla natura puramente materiale delle bestie.
I padri oratoriani Nicolas-Joseph Poisson (1637-1710) e Malebranche credevano che se la tesi animale-macchina non fosse stata accettata, la stessa idea di un Dio buono e giusto sarebbe venuta meno. L'uomo, che si è raffigurato come il solo colpevole del peccato originale, è l'unico che merita di patire il dolore, nonché giusta punizione per la sua colpa.

#### Il problema dei rapporti intercorrenti fra sostanza pensante (anima) ed estesa (corpo)
Secondo le regole della fisica cartesiana, ogni modifica del mondo dei corpi richiedeva una causa per contatto, omogenea con l'effetto. Eliminando quindi ogni rapporto fra anima e corpo, si eliminava anche una loro qualsiasi diretta influenza.
La soluzione che una gran parte dei cartesiani dette al problema fu l'occasionalismo: è Dio che da una parte, in occasione di alcuni movimenti e cambiamenti presenti nei corpi umani, genera certe sensazioni e sentimenti nell'anima, e dall'altra, in occasione delle volizioni, fa coincidere esse con movimenti presenti nelle componenti dei corpi. Quindi Dio è la sola causa che genera tutti i cambiamenti presenti nell'universo.
Questa concezione trovò la sua più coerente applicazione nella filosofia di Nicolas Malebranche.

### Germania
In Germania e nelle zone di confine coi Paesi Bassi l'influsso del cartesianesimo non fu rilevante. I cartesiani scelsero di pubblicare le loro opere nei Paesi Bassi, ad esempio il  iatromatematico Yvo Gaukes (c. 1660–1738).

### Italia
In Italia il cartesianesimo non attecchì significativamente, per via del fatto che nel 1663 le opere di Descartes furono inserite nell'Index Librorum Prohibitorum.

### Regno Unito
Nel Regno Unito il cartesianesimo non fu largamente accettato, soprattutto per motivi religiosi. Sebbene Henry More fosse inizialmente attratto dalla dottrina, i suoi atteggiamenti mutevoli nei confronti di Descartes rispecchiavano quelli del paese: "accettazione rapida, esame serio con ambivalenza crescente, rifiuto finale".

## Cartesianesimo e scienza
In aggiunta agli sviluppi metafisici e filosofici, furono importanti anche gli sviluppi scientifici del pensiero di Cartesio.
In questa prospettiva si riconobbero opere come Traité de physique (1671) di Rohault (cartesiano francese) e le Conversazioni sulla pluralità dei mondi (1686) di Fontanelle. A queste si aggiunge anche la Logica di Port-Royal (1662) di Arnauld e Pierre Nicole, testo esemplare che si impose come manuale di logica nelle scuole di metà Europa per più di un secolo.
Di questi cartesiani nessuno ebbe interesse per le esperienze, con l'eccezione di Rohault, la cui interpretazione dei fenomeni nei cosiddetti «vasi capillari» occupò un posto importante nello sviluppo della fisica sperimentale del XVII secolo.
Una prova che in quel periodo l'Europa ebbe un'epoca cartesiana, in particolare per la fisica, si ha nel fatto che Newton per attestare definitivamente le proprie tesi sul sistema del mondo e imporre quella che sarà la scienza moderna della natura, fu costretto a fare i conti con la fisica cartesiana.
I cartesiani riaffermarono con costanza che una spiegazione valida dei fenomeni naturali poteva essere solo meccanica, andando contro il newtonianesimo che diffondeva nel sistema del mondo una nozione di forza, quella di attrazione.
Anche quando, dopo la metà del Settecento, d'Alembert, Lalande e Laplace fecero valere incontrastato il metodo scientifico di Newton, dando così il colpo di grazia agli ultimi cartesiani, questo risultato non fu raggiunto senza aver prima perfezionato e corretto tale metodo alla luce di quella che era l'esigenza fondamentale del cartesianesimo: l'esigenza di una spiegazione del tutto meccanica dei fenomeni della fisica.

## Cartesio e la filosofia moderna

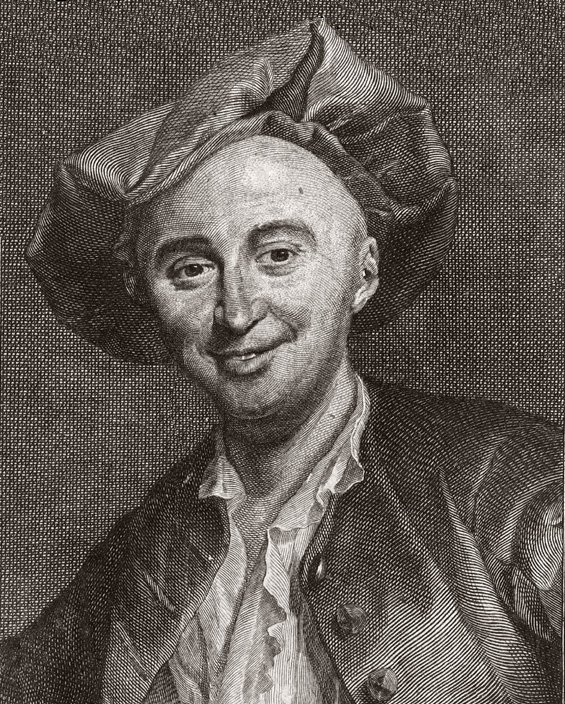
Julien Offray de La Mettrie

### XVIII secolo
Nel XVIII secolo la filosofia cartesiana manifestò di nuovo la sua vitalità, sia nel dibattito scientifico, sia attraverso un personaggio originale come La Mettrie, il quale sviluppò trattati di carattere principalmente materialistico. L'uomo è una macchina e l'anima è definita come un "principio di movimento". A differenza del meccanicismo cartesiano, per La Mettrie ogni parte del corpo ha la capacità di sentire, idea che rivaluta anche gli istinti. La Mettrie si differenzia da Cartesio anche perché, eliminata la res cogitans, egli pone animali e uomini sullo stesso piano, considerandoli diversi solo per quanto riguarda la complessità all'interno della scatola cranica.

### XIX secolo
Nel XIX secolo la filosofia di Cartesio smise di essere una scuola filosofica, per diventare un patrimonio di idee a cui ispirarsi o collegarsi per dare una consistenza teorica a nuove concezioni dell'uomo, del mondo e dell'assoluto.
L'idealismo tedesco vide nel pensiero di Cartesio e nella sua nozione di soggetto pensante l'origine stessa della filosofia moderna, che si sarebbe idealizzata nell'idealismo assoluto. Anche in Francia Victor Cousin fece della filosofia di Cartesio un'insegna per combattere il sensismo e per riconfermare quella che secondo lui era la tradizione spiritualistica della vera filosofia francese. Perfino il positivismo scoprì e valorizzò il Cartesio fisico e matematico, le cui opinioni meccanicistiche parevano trovare una conferma nella teoria di Fresnel sulla natura ondulatoria della luce.

### XIX e XX secolo
Negli ultimi decenni del XIX e i primi del XX secolo le interpretazioni della filosofia cartesiana si possono dividere in tre indirizzi principali:
1. Cartesio come scienziato.
2. Cartesio come pensatore religioso che ha provato a compiere un'opera di conciliazione con il cristianesimo.
3. Cartesio come fondatore del razionalismo moderno, culminato in Kant e nell'idealismo.

Su queste tre linee di valutazione si sono in seguito comparate, scontrate e a volte anche confuse molte delle interpretazioni di Cartesio.

## Critiche
Nel suo libro I Tre Riformatori, Maritain accusò Cartesio di angelismo, vale a dire di aver assimilato la conoscenza umana a quella degli angeli poiché "l'uomo vive e pensa per idee infuse, cioè nel modo di quelle angeliche che sono del tutto indipendenti dalle cose". L'uomo avrebbe idee chiare e perfette dalla nascita così come accade negli angeli che le hanno ricevute per infusione divina. Étienne Gilson replicò a Maritain che il peccato di Descartes non fu un "peccato originale", ma che fu commesso pure da Platone, sant'Agostino, Tommaso e perfino dalla Bibbia. John Crowe Ransom definì l'accusa di angelismo come "fantasia". Secondo C. F. Fowler, Descartes negò esplicitamente un'identità fra la mente e gli angeli, sebbene avesse  talvolta utilizzato un linguaggio che induceva all'interpretazione opposta.

## Cartesiani famosi

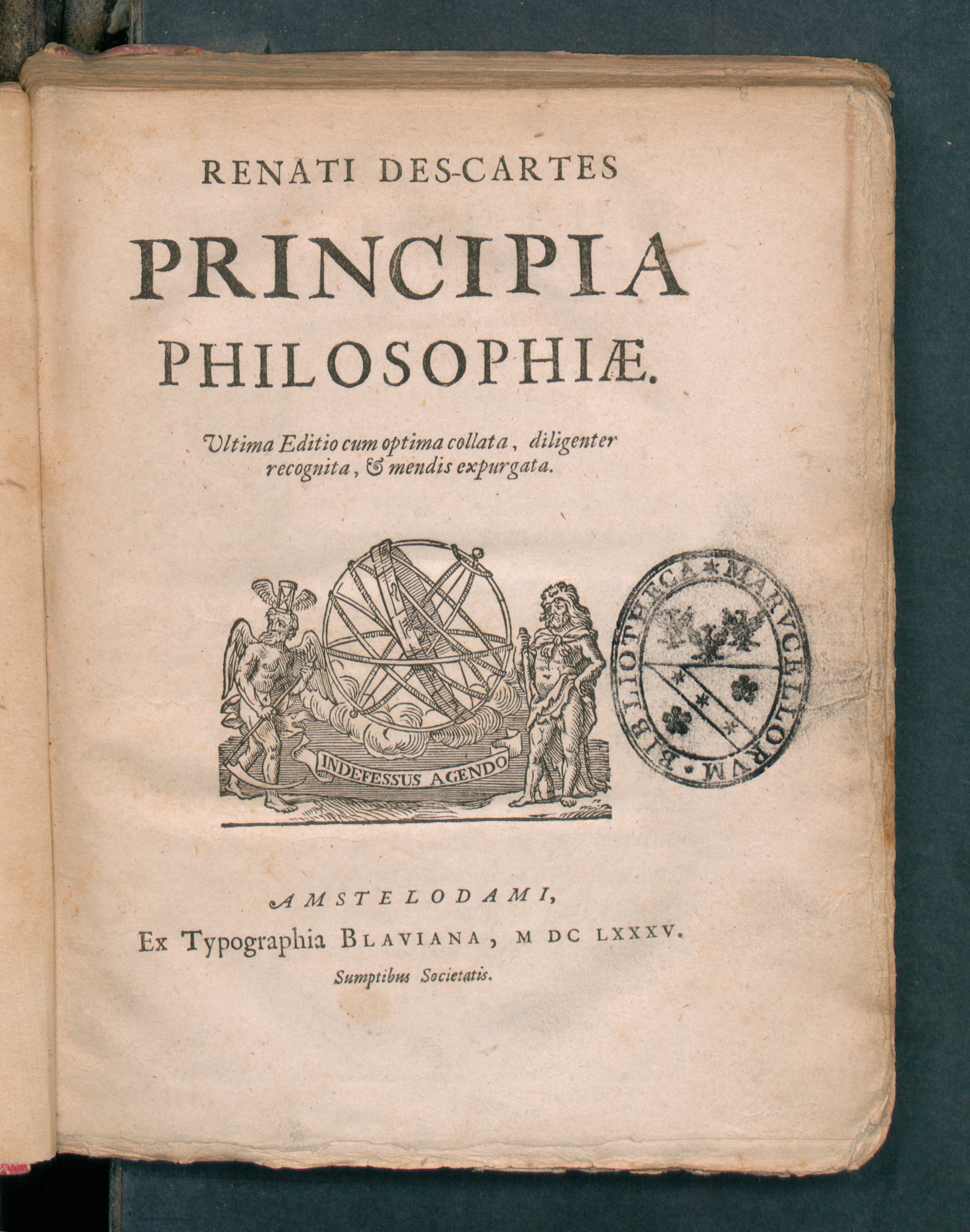
Principia philosophiae, 1685

- Antoine Arnauld[17]
- Balthasar Bekker[17]
- Tommaso Campailla[26]
- Johannes Clauberg[17]
- Michelangelo Fardella[17]
- Antoine Le Grand[17]
- Adriaan Hereboord[17]
- Nicolas Malebranche
- François Poullain de la Barre
- Edmond Pourchot
- Pierre-Sylvain Régis[17]
- Henricus Regius[17]
- Jacques Rohault[17]
- Christopher Wittich[17]